# 2007 en Nouvelle-Écosse
Chronologie de la Nouvelle-Écosse
- 2003
- 2004
- 2005
- 2006
- 2007
- 2008
- 2009
- 2010
- 2011

Cette page concerne des événements survenus en 2007 dans la province canadienne de la Nouvelle-Écosse.

## Politique
- Premier ministre : Rodney MacDonald
- Chef de l'Opposition :
- Lieutenant-gouverneur : Mayann Francis
- Législature :